# Okanagan

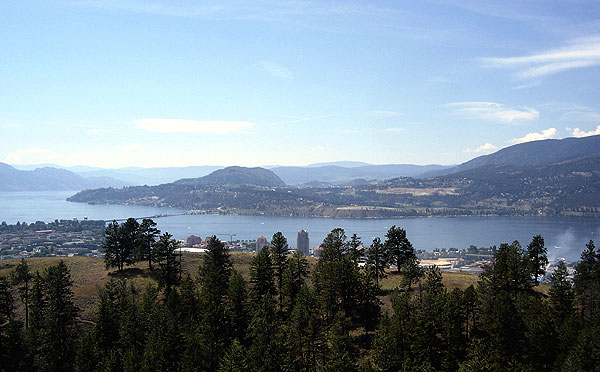
Landschap in de Okanagan

Okanagan (ook wel Okanagan Valley of soms Okanagan Country) is een gebied in de Canadese provincie British Columbia dat onder meer bekend is om de wijnbouw die er plaatsvindt. Het gebied beslaat bijna 21.000 km² en wordt bepaald door het bekken van het Okanaganmeer en de Okanaganrivier. In totaal wonen er ruim 297.601 mensen (peiljaar 2001). De grootste stad is Kelowna.
In de 20e eeuw werd de Okanagan belangrijk als fruitteeltgebied vooraleer wijnbouw plaatsvond. Daarnaast zijn bosbouw en toerisme belangrijkste bronnen van inkomsten. De regio staat bekend als recreatiegebied en biedt mogelijkheden voor onder meer watersport, boottochten, skiën en trektochten.